# Chiba (Japanse stad)

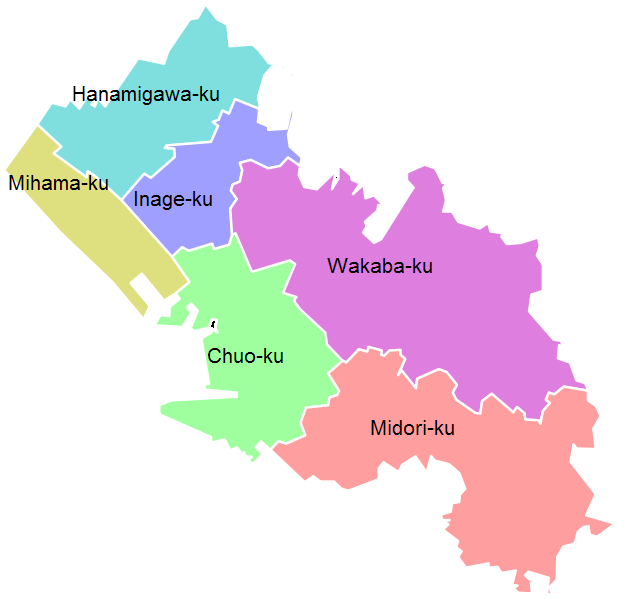
Situering van de wijken

Chiba (Japans: 千葉市, Chiba-shi) is een Japanse stad die zich bevindt in het midwesten van de gelijknamige prefectuur, waarvan ze de hoofdplaats is. Ze is gelegen aan de Baai van Tokio, op 34 km ten zuidoosten van de Japanse hoofdstad. Bij de volkstelling van 2020 had de stad 947.951 inwoners en een bevolkingsdichtheid van 3587 inwoners per km². De totale oppervlakte van deze stad is 272,08 km².

## Geschiedenis
Van de stad was in 1126 voor het eerst sprake toen te Inohanadai (猪鼻台) het slot gevestigd werd waar het geslacht Chiba verblijf hield. Voor een periode van 330 jaar kende Chiba een bloeiperiode als kasteelstad (城下町, jōkamachi), en tijdens de Edo-periode (1600-1868) ontwikkelde ze zich als relais en havenstad op de Chiba-route (千葉街道,Chibakaidō) tussen Sakura en Edo.
Bij de oprichting van de prefectuur Chiba in 1873 werd het de prefecturale hoofdstad, en met de ingebruikneming van een spoorverbinding in dezelfde periode kreeg de stad een definitieve impuls om tot een politiek, economisch en cultureel centrum uit te groeien. Chiba verkreeg in 1921 formeel stadsrecht. In de aanloop naar de Tweede Wereldoorlog fungeerde de stad als militaire basis, een rol die na de Japanse capitulatie afgebouwd werd.
In 1992 werd ze een decretaal gedesigneerde stad.

## Economie
Chiba werd in de naoorlogse periode van reconstructie het toneel van een grootschalig landwinningsproject, en ging als industrie- en handelsstad in het hart van het Keiyo-industriegebied (京葉工業地帯,Keiyō kōgyōchitai) een nieuw tijdperk van bloei tegemoet. Thans bepalen staalfabrieken en thermische centrales het industriële landschap, en de haven verwerkt een van de grootste import/export-volumes van het land. Het zakenkwartier van de stad is gesitueerd in het noordwestelijke district Makuhari (幕張), dat tevens de locatie is van de Makuhari Messe (幕張メッセ), een reusachtige congres- en tentoonstellingsruimte. Door landwinning haalde de stad in recente tijd vele woningbouwprojecten binnen, wat leidde tot een forse bevolkingstoename.

## Wijken
Chiba heeft zes wijken (ku):
- Chuo-ku
- Hanamigawa-ku
- Inage-ku
- Midori-ku
- Mihama-ku
- Wakaba-ku

## Stedenbanden
Chiba heeft een stedenband met :
- Asunción (Paraguay)
- Houston (Verenigde Staten)
- Montreux (Zwitserland)
- North Vancouver (Canada)
- Quezon City (Filipijnen)
- Tianjin (China)
- Wujiang (China)

## Geboren in Chiba
- Ryuta Kawashima (1959), hoogleraar
- Kentaro Miura (1966-2021), mangaka
- Hiroyuki Kimura (1982), voetbalscheidsrechter
- Hiroki Sakai (1990), voetballer
- Yuika Sugasawa (1990), voetbalster